# Laphria consistens
Laphria consistens är en tvåvingeart som beskrevs av Charles Howard Curran 1928. Laphria consistens ingår i släktet Laphria och familjen rovflugor. Inga underarter finns listade i Catalogue of Life.